# Campeonato mundial de hockey sobre patines femenino de 2022
El XVI Campeonato mundial de hockey sobre patines femenino se celebró en San Juan, Argentina, entre el 7 de noviembre y el 12 de noviembre de 2022, dentro de la tercera edición de los Juegos Mundiales de Patinaje.
El campeonato fue disputado por un total de 12 selecciones nacionales divididas en dos categorías: el campeonato mundial con las mejores selecciones de Europa (España, Italia, Francia, Portugal y Alemania) y América (Argentina, Colombia y Chile) por un lado y por otro el Campeonato Intercontinental con Suiza, México, Brasil y Australia.
El Campeonato mundial se dividió en dos grupos cuyo primer y segundo clasificado jugarían los cuartos de final contra el último y tercer equipo del otro grupo. La final, la disputaron la selección española y argentina, siendo vencedora la selección anfitriona por 3 a 0 con dos goles de Julieta Fernández y el restante de Adriana Soto.
El Campeonato Intercontinental fue obtenido por Suiza que ganó los seis encuentros que disputó. Segundo fue Brasil, tercero Australia y cuarto México.
La goleadora del certamen fue la argentina Julieta Fernandez con 14 tantos.

## Clasificación final
| Pos.              | Selección |
| ----------------- | --------- |
| Medalla de oro    | Argentina |
| Medalla de plata  | España    |
| Medalla de bronce | Portugal  |
| 4                 | Italia    |
| 5                 | Chile     |
| 6                 | Francia   |
| 7                 | Colombia  |
| 8                 | Alemania  |
| 9                 | Suiza     |
| 10                | Brasil    |
| 11                | Australia |
| 12                | México    |